# Иванов, Борис Фёдорович
Ивано́в, Бори́с Фёдорович (30 января 1949, Воронеж — декабрь 2015, Воронеж) — русский писатель

-фантаст и физиолог растений.

## Биография
Борис Фёдорович Иванов родился в 1949 году. Проживал в городе Воронеж, Россия. В 1966 году окончил гимназию имени А. В.Кольцова. В 1971 году окончил Воронежский государственный университет. Кандидат биологических наук, доцент, работал в Воронежском государственном университете, ученик профессора А. А. Землянухина. Научные публикации по кислородному стрессу у растений.
Отец: Иванов Фёдор Иванович 1914 г. р., родился в Тульской области, известный врач, работал в г. Воронеж, прошёл Финскую и Великую Отечественную войну, закончил Отечественную войну командиром медсанбата в звании майора.
Брат — Иванов Михаил Фёдорович (1945—2017), доктор физико-математических наук, профессор, работал в области Физики высокотемпературных процессов. Проживал в г. Королёв Московской области.
Среди его одноклассников в гимназии имени А. В.Кольцова: Сергей Кургалин, Константин Эгильский.
Борис Иванов начал публиковаться в конце 1980-х годов, «стартовав» коротким рассказом «Путешествие белой мыши» и мини-триллером «Репортаж», сразу замеченными любителями фантастики и критикой. Его повесть «Один к одному» стала одной из победительниц интернетовского конкурса «Арт-Тенета».
Был президентом воронежского творческого клуба «Созвездие». Вместе с Василием Щепетневым и молодыми фантастами издавал электронный «фантастический журнал» «RARA AVIS» («Редкая птица»). Писал о фантастике в «большой прессе». Его статьи появлялись на страницах газет и журналов, в том числе — американского «Локуса», немецких «Черепков Вавилона» и французской «Жёлтой подводной лодки».
Умер в декабре 2015 года.

### Серии
Кай Санди (в соавторстве с Юрием Щербатых)
1. Strawberry Fields Forever (1994)
2. Случай контрабанды (1994)
3. Обитель монстров (1996)
4. Тридцать четвёртый мир (1998)
5. Души Рыжих (1998)
6. Последний вагон в рай (2004)
7. Тринадцатый Дож Эбисс-Айл (2005)

Хроники 33 миров
1. Скрижаль дурной вести (1999)
2. Ночь пса (1999)
3. Джейтест (1999)
4. Диаспора (2000)
5. Агент Тартара (2001)
6. Абсолютная гарантия (2001)
7. Участник поисков (2002)
8. Законы исчезновения (2003)
9. Джокер и Палач (2004)
10. Бог гномов (2005)

### Повести и рассказы
- Путешествие белой мыши (1994)
- Репортаж (1994)
- Добрые люди с Мируары (1998)
- Записки посланного на фиг (1998)
- Золото эльфов (1998)
- Идиотская шутка (1998)
- Ликвидация последствий (1998)
- Случай обратной связи (1998)
- Тамара и злая Джессика (1998)
- Игра в смерть (1999)
- Casus Belli (2000)
- Один к одному (2000)

## Статьи
- Перед началом истории: Заметки пишущего SF (1998)
- О пользе и вреде целакантов (1998)
- Из бесед с демонами (1998)
- Future imperfect (о несбывшихся прогнозах НФ) (2000)
- Карфаген должен, Кому. (2000)
- Что там — в глазах чудовищ? (2000)